# Uturuncos
El Ejército de Liberación Nacional-Movimiento Peronista de Liberación, conocidas popularmente como Uturuncos, fue la primera guerrilla del siglo XX en Argentina, formada con el propósito de conseguir el regreso de Juan Domingo Perón de su exilio, tras haber sido derrocado en 1955 por la Revolución Libertadora. 

## Orígenes y simbología
La guerrilla peronista Uturuncos nació en Santiago del Estero, y su etimología se relaciona con la leyenda quichua de Runa-Uturunco. Según la historia popular, durante el período colonial un hombre aborigen se transformaba en puma por las noches para combatir a los españoles. Para el grupo guerrillero, la palabra PUMA se convirtió en un acróstico que significaba “Por Una Mejor Argentina”. 
No es casual que se apelara a la raíz americana e indígena. También se apeló al simbolismo al elegir a Santiago del Estero como lugar de origen para la guerrilla, pues la provincia había sido el lugar desde donde partieron las expediciones que fundaron las principales ciudades argentinas.
Izaron una bandera nacional estampada con la estrella federal para que no se confundiera con la estrella de 5 puntas que era símbolo del comunismo y para que se entendiera su inclinación nacionalista.
El grupo respondía a la ideología marxista leninista, teniendo una inclinación de izquierda y peronista. Su líder, el “Puma” Seravalle cita a la revolución cubana liderada por Fidel Castro como el disparador para la organización de un grupo guerrillero.
Los Uturuncos tenían como objetivo principal derrocar al gobierno de Arturo Frondizi y que Perón regrese a la Argentina. Sin embargo, poseían un plan de gobierno el cual se basaba en reformas sociales, políticas y económicas, pero no pretendían realizar una revolución social, sino restablecer los derechos individuales y políticos de la ciudadanía sin realizar un cambio radical en las estructuras existentes. 

## Contexto histórico cultural
Muchos de los miembros de Uturuncos eran jóvenes de aproximadamente 20 años, y esto se relaciona con su contexto sociocultural. En la década de los 60’ empezó a diferenciarse a la juventud como una categoría sociocultural separada de los niños y de los adultos, en paralelo a una serie de cambios políticos y socioculturales que fueron percibidos de formas diferentes según los distintos grupos sociales. El discurso desde la psicología interpretó a la juventud como un agente de cambio que permitiría avanzar hacia una era más “moderna” tanto en el aspecto de la moral sexual como en las actitudes políticas. Por otro lado, las voces más conservadoras representadas por las Ligas de Madres y Padres percibieron una amenaza a la familia y promovieron medidas de censura hacia elementos culturales que, según su visión, erosionaban la moral. 
Una buena parte de esta juventud emergente empezó a encarnar una “cultura contestataria” y tendiente a la izquierda (muy atravesada por el rock nacional como faceta de esta cultura juvenil antiautoritaria) que impregnó en este grupo social mediante la deslegitimación de la autoridad. El aumento en la matrícula universitaria y una mayor participación de los estudiantes en la renovación de las universidades luego de 1955 hizo de facultades como la de Filosofía y Letras y Ciencias Exactas de la UBA espacios de sociabilidad estudiantil. Muchos jóvenes universitarios se relacionaron entre sí a través de federaciones estudiantiles que promovían programas anticapitalistas y antiimperialistas, mostrando una politización creciente de la juventud. 

## Antecedentes a la primera acción guerrillera
En 1956, los comandos peronistas de la resistencia se organizaron en todo el país, con el Comando Nacional Peronista (liderado por John William Cooke desde 1955) como el más importante, el cual ejerció influencia sobre los militantes de las demás provincias, incluyendo a Tucumán.
En este contexto, Félix Serravalle, un militante peronista oriundo de Santiago del Estero y futuro líder de Uturuncos, empezó a reunirse con otros compañeros de su provincia, y comenzó a relacionarse con la agrupación Comando 17 de octubre, liderada por Manuel Enrique Mena en San Miguel de Tucumán. Este comando funcionaba como una resistencia que escuchaba la palabra de Perón desde el exilio, y realizaba acciones de protesta como la pintada de muros pidiendo por el retorno del líder, y además tendía contactos a lo largo del país entre las diferentes agrupaciones peronistas. Cada barrio tenía su célula, y en muchos barrios humildes se reclutaban jóvenes para que formaran parte de la agrupación. De uno de ellos surgió, por ejemplo, Juan Carlos Díaz, un joven de 18 años en 1956, trabajador de una fábrica metalúrgica que fue despedido y se integró en los comandos de la resistencia. Más tarde, Díaz se convirtió en comandante Uturunco.
Durante la Presidencia de Arturo Frondizi (1958-1962), los comandos de la resistencia se opusieron al Gobierno y apoyaron a las luchas gremiales, especialmente la huelga de la FOTIA en agosto de 1959, la organización sindical más importante de Tucumán, vinculada con los trabajadores del azúcar.
En el año 1959, el Comando 17 de octubre sufrió una escisión en dos grupos, debido a diferencias sobre el modo en el que debía actuar la resistencia. Por un lado, el Movimiento de Liberación Nacional (MLN), junto al Ejército de Liberación Nacional (ELN); por el otro, el Comando Insurreccional Perón o Muerte (CIPOM), un grupo de ocho hombres que se dirigió al monte en octubre de ese año e inauguraron la guerrilla en Puesto de Zárate, en la base del cerro Cochuna. Eligieron esa zona debido a las ventajas que proporcionaba la selva para esconderse, y porque era una zona de producción azucarera. Sus líderes iniciales fueron Juan Carlos Díaz, Franco Lupi y Angel Reinaldo Castro. En los primeros meses, el propósito fue conocer el terreno y construir refugios, para poder eventualmente empezar con las operaciones.
A pesar de que las órdenes eran no realizar ninguna operación hasta tener la autorización del Estado Mayor, los integrantes de esta primera tropa realizaron algunos asaltos pequeños a los destacamentos policiales de Las Banderitas y Alto Verde, así como el puesto policial del Ferrocarril Mitre y el cuartel de bomberos de la ciudad de Concepción. A partir de estas acciones, la policía quedó notificada sobre la existencia de un grupo guerrillero en la zona, poco tiempo antes del asalto de la comisaría de Frías.

## Primera acción guerrillera
La primera acción guerrillera de importancia es la toma de la Jefatura de Policía en la ciudad de Frías, Santiago del Estero, en el límite con la provincia de Catamarca. Integraban el grupo unos 30 guerrilleros, mayormente tucumanos y santiagueños.
Comandados por Félix Seravalle y Genaro Camele, la noche del 24 de diciembre de 1959 redujeron a la pequeña guardia -unos quince hombres- y mantuvieron la central policial bajo control durante unos veinte minutos. Tiempo suficiente para llevarse todo el armamento que había allí, además de municiones y desmontar el equipo de comunicaciones policial.
Su acción se había inscripto en un supuesto plan de operaciones que preveía levantamientos de militares en actividad, movilizaciones sindicales y callejeras y manifiestos políticos de los sectores democráticos. Ninguna de esas promesas de sus amigos se cumplió.
Algunos historiadores explican dicho desencuentro aludiendo a la rivalidad que habría existido entre el general Miguel Ángel Iñíguez, hombre de la derecha peronista y John William Cooke, quien propugnaba una guerrilla al estilo cubano.
Ambos dirigentes tenían el aval de Perón y rivalizaban en la interna peronista para obtener el control de todas las fuerzas. Cooke manejaba las organizaciones de izquierda dentro del peronismo, Iñíguez coordinaba los numerosos grupos armados que se habían constituido dentro de lo que se llamó la Resistencia Peronista.
Luego de atravesar Catamarca se introdujeron en la montañosa selva tucumana. Durante cuatro meses resistieron las durezas del clima, la deserción de los dos tercios de sus combatientes más jóvenes y el total abandono de sus compañeros del partido peronista. Los uturuncos fueron cayendo poco a poco en manos del ejército o la policía.
Pese a haber contado con un gran apoyo de amplios sectores de la población en un primer momento, este fue disminuyendo. Sus contactos con periodistas a través de medios radiales, también se fueron bloqueando por la persecución policial.
Finalmente, terminaron siendo encarcelados y su guerrilla desapareció.

## Desintegración del movimiento
La toma de la comisaría Frías fue el acontecimiento que les dio notabilidad, pero también el que les hizo que fueran atrapados por el gobierno.
Las autoridades les tendieron una trampa a los involucrados en el movimiento, la cual consistió en lanzar un comunicado oficial de que se estaban llevando a cabo enfrentamientos entre la policía y los guerrilleros con muchas bajas de por medio, esto causó que los padres de algunos miembros del grupo se presentaron con los autoridades para recibir noticias, sin embargo esto develó los nombres de algunos de los integrantes. Mediante esta trampa, seis miembros del grupo fueron identificados.
Otros integrantes se presentaron voluntariamente ante las autoridades tras enfrentarse con los mismos. Este fue el caso del conductor del camión que participó en la toma de la comisaría, el cual brindó más datos sobre los guerrilleros, su ubicación y su condición.
Tras obtener algunos datos de los miembros de los Uturuncos, la policía realizó arrestos en masa en dos tandas: la primera tanda interceptó a cuatro jóvenes del movimiento y la segunda fue por medio de un aviso radial en el que participaron sus padres y causó que se entregaran voluntariamente.
Paulatinamente los Uturuncos que restaban se fueron quedando sin opciones para armarse y contraatacar. Al mismo tiempo, la situación contra las guerrillas se agudizó en el país, ya que el presidente Frondizi activó el plan de Conmoción Interna del Estado (CONINTES) lo cual permitía incrementar la represión.

## Segundo intento de guerrilla

Bandera de Uturuncos, la argentina con la estrella federal, símbolo originado en el, usada por los peronistas.

Un nuevo intento fue realizado por algunos de sus sobrevivientes, un grupo de guerrilleros tucumanos, en 1963. Pero luego de permanecer unos cuatro meses en las montañas, finalmente desistieron. Este segundo contingente sustentaba ya varios aspectos distintos de la inicial intentona. En especial, ciertas tendencias a actuar con base en pautas marxistas-leninistas.
En años posteriores grupos como Acción Peronista de Liberación, Acción Revolucionaria Peronista, Destacamento de Ofensiva Peronista y Peronismo de Base recogerían algunas ideas, pero su existencia sería efímera tras finalmente ser desarticulados por el gobierno argentino, y varios de sus integrantes nutrieron las filas de guerrillas como Montoneros y Fuerzas Armadas Peronistas.

## Otras guerrillas similares
Los Uturuncos fueron el primer grupo guerrillero de Argentina, sin embargo al mismo tiempo surgió en Misiones, Argentina el movimiento guerrillero M14, el cual tenía el objetivo de derrocar al régimen militar de Alfredo Stroessner en Paraguay. Sin embargo, el grupo M14 fracasó poco después de entrar al territorio paraguayo debido a la persecución del gobierno paraguayo.
Algunos historiadores sostienen que, a diferencia del grupo guerrillero Uturuncos, el gobierno argentino no persiguió a la guerrilla M14, esto debido a que el gobierno de Stroessner tras recibir en el exilio al expresidente Juan Domingo Perón, tuvo relaciones diplomáticas conflictivas con el gobierno argentino. Además, el gobierno argentino no persiguió al grupo M14 debido a que el objetivo de estos era derrocar al gobierno de Stroessner y no al de Frondizi, incluso este último financió y entrenó al grupo guerrillero M14. 